# 우베신카와역
우베신카와역(일본어: 宇部新川駅)은 일본 야마구치현 우베시에 위치한 서일본 여객철도 우베 선의 철도역이다. 단선 · 섬식의 형태를 합친 2면 3선 구조의 복합 승강장을 갖춘 지상역이다. 이 역에서 오노다 선이 직결되어 운행한다.

## 타는 곳
| 1     | ■ 우베 선   | 하행 | 우베 · 아사 방면           |
| 1     | ■ 오노다 선 | -    | 오노다코 방면              |
| 3 · 4 | ■ 우베 선   | 상행 | 도코나미 · 신야마구치 방면 |
| 3 · 4 | ■ 우베 선   | 하행 | 우베 · 아사 방면           |
| 3 · 4 | ■ 오노다 선 | -    | 오노다코 방면              |

## 이용 현황
| 승차 인원 추이 | 승차 인원 추이 |
| 연도           | 1일 평균       |
| -------------- | -------------- |
| 1999           | 1,706          |
| 2000           | 1,579          |
| 2001           | 1,480          |
| 2002           | 1,305          |
| 2003           | 1,290          |
| 2004           | 1,300          |
| 2005           | 1,321          |
| 2006           | 1,277          |
| 2007           | 1,249          |
| 2008           | 1,167          |
| 2009           | 1,090          |
| 2010           | 1,043          |
| 2011           | 1,029          |
| 2012           | 963            |
| 2013           | 947            |
| 2014           | 883            |

## 역 주변
- 역 주변에 신카와 에키마에 상점가가 위치함.

## 인접 역
| 서일본 여객철도 우베 선  | 서일본 여객철도 우베 선 | 서일본 여객철도 우베 선 |
| ------------------------ | ----------------------- | ----------------------- |
| 고토시바 신야마구치 방면 | ■ 우베 선               | 이노 우베 방면          |